# 10654 Bontekoe
10654 Bontekoe este un asteroid din centura principală de asteroizi.

## Descriere
10654 Bontekoe este un asteroid din centura principală de asteroizi. A fost descoperit pe 24 septembrie 1960 la Observatorul Palomar de Cornelis Johannes van Houten, Ingrid van Houten-Groeneveld și Tom Gehrels. Asteroidul prezintă o orbită caracterizată de o semiaxă mare de 3,26 ua, o excentricitate de 0,02 și o înclinație de 22,0° în raport cu ecliptica.